# سه تابستان
سه تابستان (به انگلیسی :Three Summers) یک فیلم کمدی عاشقانه استرالیایی است که توسط بن التون ساخته و کارگردانی شده‌است.
فیلمبرداری و ساخت این فیلم در غرب استرالیا، در یک جشنواره موسیقی تابستانی خیالی به نام «وستیوال» صورت گرفته‌است.
در طول سه سال متوالی، دو موسیقی دان (با بازی ربکا برودز و رابرت شیهان) در این جشنواره با یکدیگر ملاقات کرده و عاشق می‌شوند.
این فیلم در جشنواره بین‌المللی فیلم ملبورن در ۱۲ اوت ۲۰۱۷ منتشر و در ۲ نوامبر در سراسر کشور در استرالیا اکران شد.

## داستان
طرح اصلی فیلم حول محبت عاشقانه بین دو هنرمند، رولاند (رابرت شیهان) و کیوی (ربکا بریدز) می‌چرخد.

## بازیگران
- رابرت شیهان به عنوان رولاند
- ربکا بریدز به عنوان کیوی
- جان واترز به عنوان ایامون
- دبورا میلمن به عنوان پم
- کلتون پل به عنوان جک
- ژاکلین مک‌کنزی به عنوان استاد ولبورن
- مگدا زوبانسکی به عنوان کوئین
- مایکل کاتون به عنوان هنری

## تولید
سه تابستان در سال ۲۰۱۶ در منطقه پیل، پرت، استرالیا غربی فیلمبرداری شد.